# U-57
O Unterseeboot 57 foi um submarino alemão da Kriegsmarine que atuou durante a Segunda Guerra Mundial.
O submarino foi afundado no dia 3 de Setembro de 1940, às 00:15h em Brunsbüttel após sofrer uma colisão acidental com o navio norueguês Rona, ocorrendo neste acidente a morte de 6 tripulantes e outros 19 sobreviveram.
O submarino foi trazido à tona no mesmo mês e passou por reparos até voltar ao oceano no dia 11 de Janeiro de 1941. Atuou até o final da guerra com um submarino de treinamentos, sendo abertos buracos no casco para afundar em Kiel no dia 3 de Maio de 1945.

## Comandantes
| Comandante          | Período                                     |
| ------------------- | ------------------------------------------- |
| Kptlt. Claus Korth  | 29 de Dezembro de 1938 - 4 de Junho de 1940 |
| Oblt. Erich Topp    | 5 de Junho de 1940 - 15 de Setembro de 1940 |
| Wilhelm Eisele      | 11 de Janeiro de 1941 - 16 de Maio de 1943  |
| Oblt. Walter Zenker | 17 de Maio de 1943 - 31 de Julho de 1944    |
| Oblt. Peter Kühl    | 1 de Agosto de 1944 - Maio de 1945          |

## Carreira

### Subordinação
| 29 de Dezembro de 1938 - 31 de Dezembro de 1939 | 5. Unterseebootsflottille  |
| 1 de Janeiro de 1940 - 3 de Setembro de 1940    | 1. Unterseebootsflottille  |
| 11 de Janeiro de 1941 - 30 de Junho de 1944     | 22. Unterseebootsflottille |
| 1 de Julho de 1944 - 3 de Maio de 1945          | 19. Unterseebootsflottille |

### Patrulhas
|       | Comandante         | Partida     | Partida       | Chegada     | Chegada       | Dias     | Toneladas |
| ----- | ------------------ | ----------- | ------------- | ----------- | ------------- | -------- | --------- |
|       | Oblt. Claus Korth  | 23 Ago 1939 | Kiel          | 26 Ago 1939 | Memel         | 4 dias   |           |
|       | Oblt. Claus Korth  | 26 Ago 1939 | Memel         | 2 Set 1939  | Memel         | 8 dias   |           |
| 1     | Oblt. Claus Korth  | 3 Set 1939  | Memel         | 5 Set 1939  | Kiel          | 3 dias   |           |
| 2     | Oblt. Claus Korth  | 5 Set 1939  | Kiel          | 18 Set 1939 | Kiel          | 14 dias  |           |
| 3     | Oblt. Claus Korth  | 25 Out 1939 | Kiel          | 5 Nov 1939  | Kiel          | 12 dias  |           |
| 4     | Kptlt. Claus Korth | 12 Nov 1939 | Kiel          | 23 Nov 1939 | Kiel          | 12 dias  | 2,949     |
|       | Kptlt. Claus Korth | 5 Dez 1939  | Kiel          | 5 Dez 1939  | Wilhelmshaven | 1 dia    |           |
| 5     | Kptlt. Claus Korth | 7 Dez 1939  | Wilhelmshaven | 16 Dez 1939 | Kiel          | 10 dias  | 1,173     |
| 6     | Kptlt. Claus Korth | 16 Jan 1940 | Kiel          | 25 Jan 1940 | Wilhelmshaven | 10 dias  | 1,328     |
| 7     | Kptlt. Claus Korth | 8 Fev 1940  | Wilhelmshaven | 25 Fev 1940 | Wilhelmshaven | 18 dias  | 15,187    |
| 8     | Kptlt. Claus Korth | 14 Mar 1940 | Wilhelmshaven | 29 Mar 1940 | Wilhelmshaven | 16 dias  | 5,742     |
| 9     | Kptlt. Claus Korth | 4 Abr 1940  | Wilhelmshaven | 7 Mai 1940  | Kiel          | 34 dias  |           |
|       | Oblt. Erich Topp   | 11 Jul 1940 | Kiel          | 20 Jul 1940 | Bergen        | 10 dias  | 10,612    |
| 10    | Oblt. Erich Topp   | 22 Jul 1940 | Bergen        | 7 Ago 1940  | Lorient       | 17 dias  | 2,161     |
| 11    | Oblt. Erich Topp   | 14 Ago 1940 | Lorient       | 3 Set 1940  | Afundado      | 21 dias  | 29,495    |
| Total | Total              | Total       | Total         | Total       | Total         | 167 dias | 68 647 t  |

### Navios atacados peloU-57
- 11 navios afundados num total de 48 053 GRT[1]
- 1 navio de guerra auxiliar afundado num total de 8 240 GRT
- 2 navios danificados num total de 10 403 GRT
- 1 navio com perda total, tendo 10 191 GRT

| Data        | Comandante  | Nome da Embarcação       | Toneladas | Nacionalidade          |
| ----------- | ----------- | ------------------------ | --------- | ---------------------- |
| 17 Nov 1939 | Claus Korth | Kaunas                   | 1 566     | Lituânia               |
| 19 Nov 1939 | Claus Korth | Stanbrook                | 1 383     | Reino Unido            |
| 13 Dez 1939 | Claus Korth | Mina                     | 1 173     | Estónia                |
| 20 Jan 1940 | Claus Korth | Miranda                  | 1 328     | Noruega                |
| 26 Jan 1940 | Claus Korth | HMS Durham Castle (mina) | 8 240     | Marinha Real Britânica |
| 14 Fev 1940 | Claus Korth | Gretafield               | 10 191    | Reino Unido            |
| 21 Fev 1940 | Claus Korth | Loch Maddy (danificado)  | 4 996     | Reino Unido            |
| 25 Mar 1940 | Claus Korth | Daghestan                | 5 742     | Reino Unido            |
| 17 Jul 1940 | Erich Topp  | Manipur                  | 8 652     | Reino Unido            |
| 17 Jul 1940 | Erich Topp  | O.A. Brodin              | 1 960     | Suécia                 |
| 3 Ago 1940  | Erich Topp  | Atos                     | 2 161     | Suécia                 |
| 24 Ago 1940 | Erich Topp  | Cumberland               | 10 939    | Reino Unido            |
| 24 Ago 1940 | Erich Topp  | Havildar (danificado)    | 5 407     | Reino Unido            |
| 24 Ago 1940 | Erich Topp  | Saint Dunstan            | 5 681     | Reino Unido            |
| 25 Ago 1940 | Erich Topp  | Pecten                   | 7 468     | Reino Unido            |
| Total       | Total       | Total                    | 76 887 t  |                        |